# Pere Fabra
Pere Fabra i Abat (Valls, 1958) és Professor de Filosofia del Dret i Secretari General de la Universitat Oberta de Catalunya. Llicenciat en Dret i en Filosofia per la Universitat de Barcelona, és Doctor en Dret per la Universitat Pompeu Fabra. Va cursar estudis de postgrau a la Universitat de J.W. Goethe de Frankfurt (Alemanya) i ha estat professor visitant del Departament de Filosofia a la Northwestern University, a Chicago. Professionalment ha exercit d'advocat especialitzat en dret administratiu i urbanístic. Les seves línies de recerca se centren en la filosofia del dret i del llenguatge, en ètica i epistemologia, temes al voltant dels quals ha publicat a bastament.